# Luigi Andrea Florio
Luigi Andrea Florio (ur. 7 kwietnia 1953 w Asti) – włoski polityk, prawnik i samorządowiec, poseł do Parlamentu Europejskiego IV kadencji.

## Życiorys
Z wykształcenia prawnik, praktykował w zawodzie prawnika, specjalizując się w sprawach z zakresu małej przedsiębiorczości. Przez kilkanaście lat był redaktorem naczelnym czasopisma „il Duemila”. Od 1980 wybierany na radnego Asti, w drugiej połowie lat 80. zasiadał we władzach miejskich, odpowiadając za sprawy prawne i kulturalne. Był działaczem Włoskiej Partii Liberalnej. Dołączył później do powołanej przez Silvia Berlusconiego partii Forza Italia. Z jej ramienia w latach 1994–1999 sprawował mandat eurodeputowanego IV kadencji. Od 1998 do 2002 pełnił funkcję burmistrza swojej rodzinnej miejscowości. Zajął się następnie praktyką w zawodzie adwokata.